# Jiaomuzu He
Jiaomuzu He (kinesiska: 脚木足河) är ett vattendrag i Kina. Det ligger i provinsen Sichuan, i den sydvästra delen av landet, omkring 240 kilometer nordväst om provinshuvudstaden Chengdu.
Genomsnittlig årsnederbörd är 988 millimeter. Den regnigaste månaden är juni, med i genomsnitt 215 mm nederbörd, och den torraste är december, med 2 mm nederbörd.